# Klimatmål

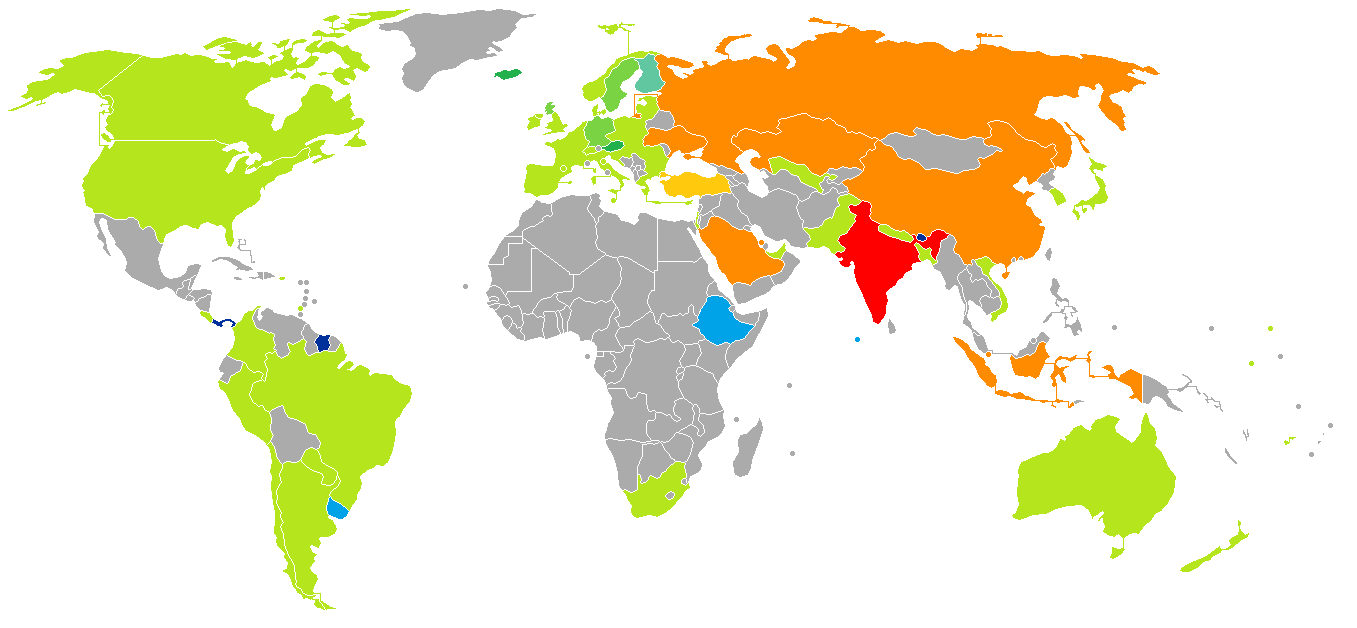
Länders mål för vilket år de avser att uppnå klimatneutralitet (nettonollutsläpp).
Noll eller negativa nettoutsläpp
2030
2035
2040
2045
2050
2053
2060
2070
Okänt eller ej deklarerat

Klimatmål är långsiktiga löften inom klimat- och energipolitik för att begränsa global uppvärmning. Forskare, bland annat från FN:s klimatpanel, har visat hur global uppvärmning påverkar människor och natur vid olika temperaturökningar. Utifrån detta har många länder enats om temperaturmål, som ligger till grund för beräkningar av koldioxidbudgetar och planer för att nå målen. Dessa planer styr utsläppsmål, energiproduktion, energieffektivisering och klimatåtgärder. Idag har minst 164 länder klimatmål i sina lagar.

## Globala klimatmål

Länders mål för när nyförsäljning av fossilfordon ska vara förbjudet.
2020-talet
2030-talet
2040-talet
2050-talet

Diagrammet visar i vilken takt de globala CO_{2}-utsläppen måste minska efter 2024 för att begränsa den globala temperaturökningen till 1,5, 1,7 eller 2,0 grader Celsius utan att förlita sig på negativa nettoutsläpp.

Antal parter i multilaterala miljöavtal.

Globala klimatmål är mål som ett stort antal länder har kommit överens om, bland annat på Förenta nationernas klimatkonferenser(en) (COP). De som ofta refereras till är:
- Klimatkonventionen – ett internationellt miljöfördrag som antogs på Riokonferensen i Brasilien 1992.
- Mål för 2008 till 2012: Kyotoprotokollet 1997 undertecknades av 160 länder. 38 av dem var I-länder som åtog sig att minska sina utsläpp av växthusgaser med i genomsnitt 5,2 procent under perioden 2008 till 2012 jämfört med 1990 års nivåer.[4][5] Resultat: Två I-länder (Kanada och USA) drog sig ur respektive ratifierade inte, men övriga 36 fullgjorde sina åtaganden, även om nio klimatkompenserade genom att finansiera utsläppsminskningar i andra länder. Totalt ökade dock världens utsläpp.[6]
- Mål för 2013 till 2020: I Dohatillägget till Kyotoprotokollet åtog sig något färre I-länder att minska sina utsläpp med minst 18 procent under perioden 2013 till 2020 jämfört med 1990.[4] Tillägget trädde inte formellt i kraft förrän årsskiftet 2020/21, när tillräckligt många länder (mer än 144) hade ratificerat det. Resultat: Dessa länder uppnådde en genomsnittlig utsläppsminskning på 22 procent under perioden, vilket överträffade det ursprungliga målet. Sju deltagande länder ökade dock sina utsläpp under perioden.[7] Kyotoprotokollet ersattes därefter med Parisavtalet (beslutat 2015) som det primära globala klimatramverket.
- Mål för 2030:
  - 105 länder[8] lovade på COP26 2021 att upphöra med avskogning till 2030.[9]
  - 105 länder[10] undertecknade i samband med COP26 och COP27 (år 2021 och 2022) löften om att minska metangasutsläpp med 30 procent till år 2030 jämfört med 2020.[11] (Inför COP27 meddelade IPCC en vetenskaplig rekommendation om att de globala växthusgasutsläppen behöver nå sin topp 2025 och minskas med 43 % till 2030 jämfört med 2019 års nivåer, men länderna enades inte om att göra detta till klimatmål.[12])
- Mål för 2100:
  - Förenta nationernas klimatkonferens 2009 föreslog tvågraders klimatmålet(en) för global uppvärmning fram till år 2100.
  - Parisavtalet (Förenta nationernas klimatavtal) från 2015 med länders ickebindande klimatlöften, formellt kallade NDC:er, och innan avtalets ratifiering för INDC:er (Intended Nationally Determined Contributions(en)), för att hålla den globala uppvärmningen till år 2100 väl under 2-gradersmålet, och om att ytterligare ansträngningar skall göras mot ett 1,5-gradersmål. Enligt Parisavtalet genomförs vart femte år en global översyn (Global Stocktake), från och med 2018, för att bedöma framsteg och identifiera behovet av skärpta åtgärder. Länder förväntas då lämna in uppdaterade NDC:er i syfte att nå målet för år 2100.[13][14]
- Mål nummer 13(en) i de globala målen för hållbar utveckling inom Agenda 2030 handlar om klimatåtgärder, och beslutades av FN:s generalförsamling 2015. Bland annat innefattar det FN:s gröna klimatfond.

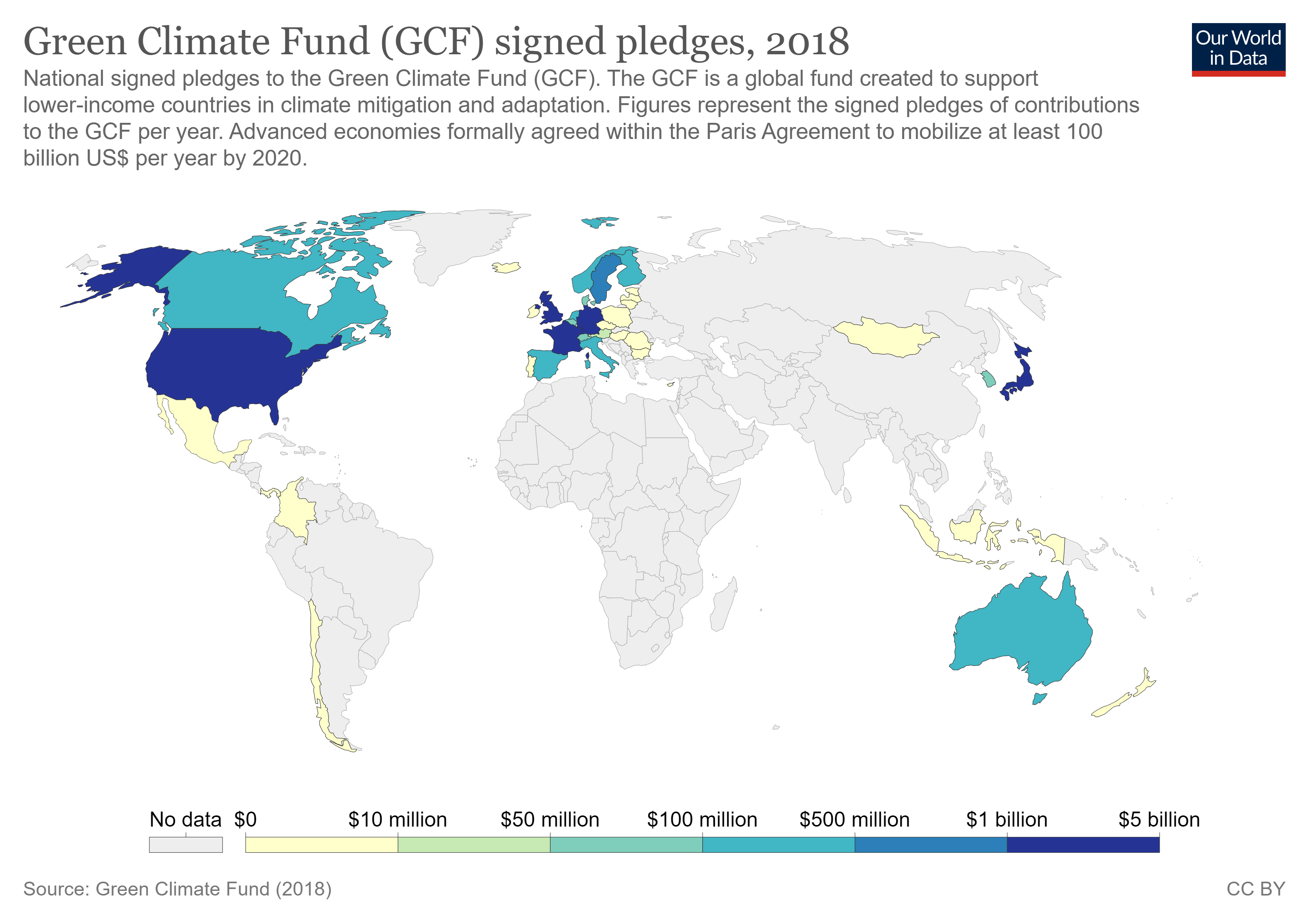
Mobilisering av grön klimatfond med 100 miljarder USD årligen utgör indikator 13.A.1 för de globala målen. År 2022 hade länder utlovat 10,3 miljarder USD till fonden.

## EU:s klimatmål

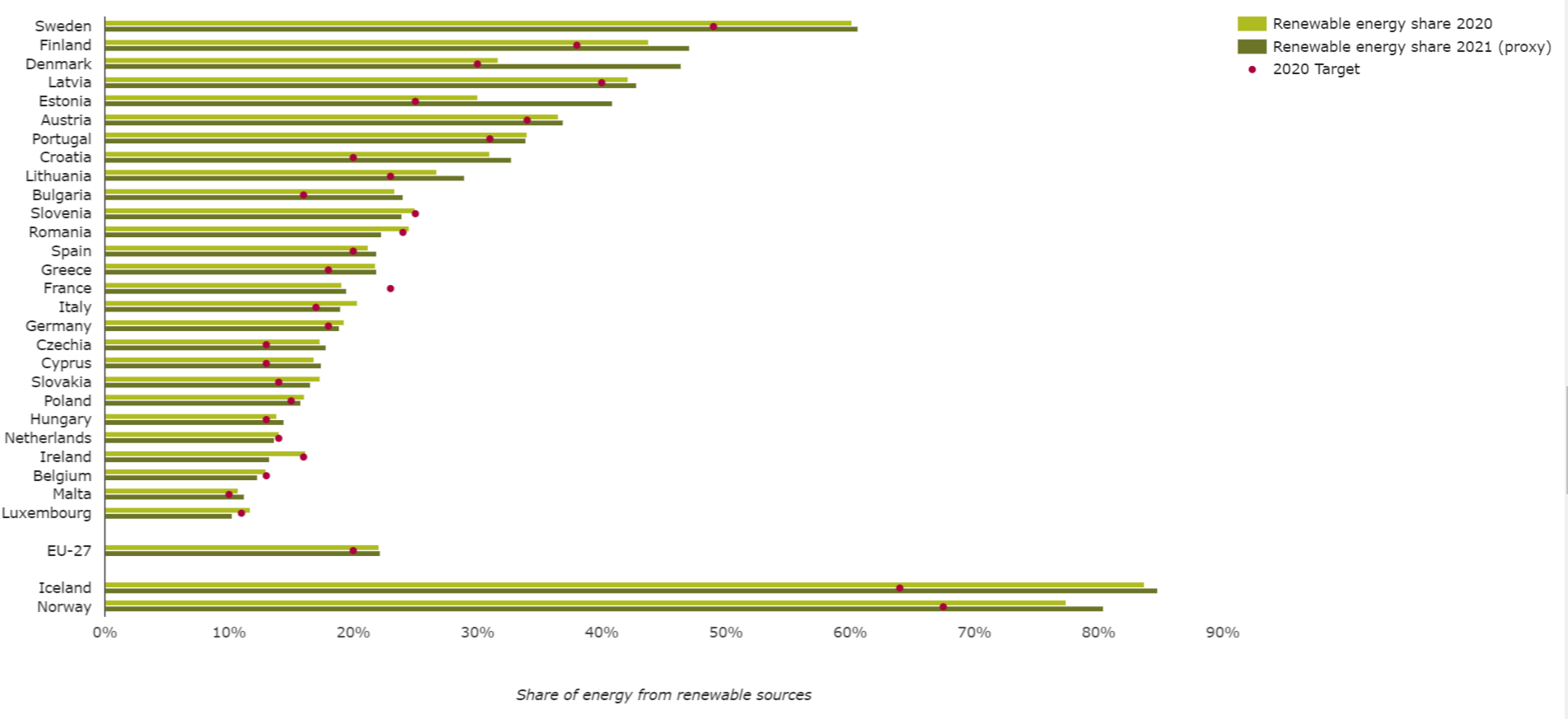
Måluppfyllelse: EU-länders andel förnybara energikällor 2020 och 2021 jämfört med deras klimatlöfte för 2020. EU-28 (inklusive Storbritannien) lovade totalt 20% förnyelsebar energi till år 2020, och EU-27 uppnådde 22%.

Mål och etappmål för Europeiska unionens klimatpolitik och energipolitik är en del av Europeiska unionens miljöpolitik, och uttrycks förutom i ovanstående internationella överenskommelser även i följande beslut. EU-länderna har lämnat in en gemensam NDC enligt Parisavtalet, åren 2015, 2020 och 2023.
- Mål för 2020: Bland annat direktivet om förnybar energi(en) anger följande mål:
  - EU:s utsläpp av växthusgaser skulle minska med 20 procent till år 2020 jämfört med 1990 års nivåer.[17]
  - Förnybara källor skulle stå för 20 procent av EU:s energianvändning.[17] Resultat: Målet överträffades då EU uppnådde 22 procent förnybara källor år 2020.[18]
  - Energianvändningen skulle effektiviseras med 20 procent.[17]
  - Andelen förnybara drivmedel i transportsektorn skulle vara 10 procent.[17] Resultat: 10 procent förnybara drivmedel i genomsnitt i EU27 år 2020.
- Mål för 2026: EU:s system för utsläppshandel ska successivt tillämpas även på sjöfart och luftfart inom EU, och även på utsläpp av metangas och lustgas, med 100 procent auktionering år 2026.[19]
- Gamla mål för 2030: År 2014 kom EU överens om skärpning av tidigare föreslagna mål enligt följande. EU lämnade år 2015 in målen som första version av klimatlöften till FN:s register över INDC:er (avsedda nationellt fastställda bidrag). De fick status som NDC:er (nationellt fastställda bidrag) efter ratifieringen av Parisavtalet 2016.[20]
  - 40 procent utsläppsminskning till år 2030, jämfört med 1990 års nivå.
  - 43 procents minskning jämfört med 2005 års nivå av utsläpp från industri och energiproduktion som berörs av EU:s utsläppshandel.[21]
  - 27 procent förnybar energi.[18]
  - 40 procent minskad energianvändningen jämfört med 1990.[22]
  - 14 procent förnybara drivmedel inom transportsektorn.[22]
- Nya mål för 2030: En andra version av NDC:erna lämnades in 2020 och en tredje version 2023 med i huvudsak mer ambitiösa mål för år 2030:[23][24]
  - 55 procent minskning av utsläpp av växthusgaser inom EU till 2030 jämfört med 1990 års nivåer, enligt Fit for 55.[22][23]
  - 62 procents minskning av utsläpp från industri och energiproduktion som berörs av utsläppshandeln jämfört med 2005 års nivåer.[21]
  - 32 procent förnybar energi 2030 enligt ett EU-direktiv från 2018 och NDC från 2020,[23] men målet höjdes till 45 procent i EU-Power-planen från år 2022.[18]
  - 32,5 procent energieffektivisering jämfört med en historisk baslinje ("business as usual").
  - CO2-utsläpp från olika fordonstyper ska minska. Bland annat ska utsläpp per kilometer från personbilar som säljs i EU minska i genomsnitt med 37,5 procent från 2021 års nivåer.[23]
  - 14 procent av transportsektorns drivmedel ska vara förnybara.[22]
- Mål för 2035: Utfasning av fossilfordon(en) vid nybilsförsäljning, inklusive laddhybrider, ska ske i EU 2035 enligt beslut i oktober 2022.[25]
- Mål för 2050: Klimatneutralitet (nettonollutsläpp av fossila gaser) ska uppnås i EU senast 2050, enligt Europeiska gröna given, godkänd 2020, och Europeiska klimatlagen, presenterad 2020.

## Sveriges klimatmål
Sveriges nationella energi- och klimatmål, som kompletterar EU:s mål, innehåller etappmål för minskade utsläpp och ökad energieffektivitet för 2020, 2030, 2040 och 2045. År 2020 uppnåddes målen om minst 50 procent förnybar energi och minst 10 procent förnybar energi i transportsektorn. För 2030 är målen bland annat en 70-procentig minskning av transportutsläpp (ej flyg) och en 50-procentig ökning av effektiviteten i energianvändningen jämfört med 2005. År 2040 ska elproduktionen vara 100 procent förnybar, och 2045 ska Sverige ha nettonollutsläpp, med minst 85 procent av utsläppsminskningarna genomförda inom landets gränser, enligt klimatpolitiska ramverket från 2017.

## Finlands klimatmål
Finlands nationella klimatmål innefattar, utöver EU:s mål, att minska utsläppen med 60 procent före 2030, med 80 procent före 2040 och med 90 procent före 2050, jämfört med 1990 års nivå. Enligt lagen ska Finland vara klimatneutralt senast år 2035.